# Marchand (Noord-Kaap)
Marchand is een dorp gelegen in de gemeente Kai !Garib in  de Zuid-Afrikaanse provincie Noord-Kaap. Het ligt 10 km stroomafwaarts, gezien vanaf Kakamas, aan de Oranjerivier. De regionale weg R359 komt langs het dorp op haar weg naar de Augrabiewaterval.
De belangrijkste economische bedrijvigheid bestaat uit het produceren van gedroogde vruchten; sultana's en rozijnen worden op grote schaal geëxporteerd. In de omgeving worden erg veel halfedelstenen gevonden, zoals rooskwarts, tijgeroog, agaat, jaspis, granaat, toermalijn en amethist.

## Geschiedenis
Het dorp is vernoemd naar Ds. B.P.J. Marchand, predikant van de Nederduits-Gereformeerde kerkgemeente te Knysna. In 1886 is hij reeds begonnen met een veldtocht voor hulp aan de armlastige mensen. Dit heeft geleid tot de irrigatienederzetting bij Kakamas.